# Северная Чернушка
Северная Чернушка — деревня в Тавдинском городском округе Свердловской области России.

## Географическое положение
Деревня Северная Чернушка муниципального образования «Тавдинском городском округе» Свердловской области расположена в 33 километрах (по автотрассе в 38 километрах) к западу от города Тавда, на левом берегу реки Чернушка (левый приток реки Азанка), в урочище Чернушка.

## Инфраструктура
В деревне работает учреждение И-299–2/3 ГУИН.

## Население
| 2002 | 2010 |
| ---- | ---- |
| 258  | ↘3   |